# Mamadou Diarra
Mamadou Diarra (* 20. Dezember 1997 in Dakar) ist ein senegalesischer Fußballspieler.

## Karriere
Die Anfänge von Diarras Profikarriere sind nicht näher dokumentiert. In der Sommertransferperiode 2016 wurde er vom türkischen Zweitligisten Boluspor verpflichtet und gab hier in der Ligapartie vom 21. August 2016 gegen Sivasspor sein Debüt.
Zur Saison 2019/20 wechselte er innerhalb der TFF 1. Lig zum Erstligaabsteiger Bursaspor.